# Stroj času (film, 2002)
Stroj času je americký film z roku 2002 natočený podle stejnojmenného románu od H. G. Wellse. Film natočil Simon Wells, pravnuk známého spisovatele.

## Obsazení
| Guy Pearce      | Alexander Hartdegen |
| Mark Addy       | David Philby        |
| Sienna Guillory | Emma                |
| Samantha Mumba  | Mara                |
| Phyllida Law    | Mrs. Watchit        |
| Jeremy Irons    | vládce Morlocků     |
| Orlando Jones   | Vox                 |
| Omero Mumba     | Kalen               |
| Yancey Arias    | Toren               |

## Příběh
Alexander Hartdegen je vědec, který žije na konci 19. století v New Yorku. Je zamilován do své dívky Emmy. Jednoho dne ale dojde k neštěstí, milenecký pár je při návštěvě parku přepaden a Emma zastřelena. Alexander se proto rozhodne pro postavení stroje času a odvrácení této události. Přestože se mu po čtyřech letech usilovné práce podaří ho sestrojit a zajistit, aby k neštěstí nedošlo, Emma stejně zahyne. Avšak tentokrát se splaší koně a dojde k nehodě dostavníku. Tehdy si Alexander uvědomí, že celá situace je pro něj příliš složitá, a rozhodne se podniknout cestu do budoucnosti, kde podle něj snad již odpověď na tento problém dostane. Svoji cestu se rozhodne přerušit v roce 2030, v naději, že v tomto světě svoji odpověď získá. Navštíví knihovnu města New Yorku, stále ale nemůže najít ty informace, které potřebuje. Proto zklamaný odchází a pokračuje ve své cestě dále. V roce 2037 však dojde k výbuchu, který ho donutí okamžitě stroj zastavit. Svět, který nyní existuje, se za posledních šest let velmi změnil. Moderní výškové budovy vystřídaly trosky, výbuchy a všudypřítomné jednotky civilní obrany, zoufale se snažící ochránit největší část světové populace. Příčinou takové ohromné tragédie se staly kolonie na Měsíci, které byly budované právě na začátku 30. let. Detonace, mající za účel vytvořit prostor pro výstavbu nových měst, skončily chybou a přirozený Měsíc se začal rozpadat a jeho úlomky dopadat na Zemi. Po návratu do stroje a zahájení další cesty dále však Alexander dostane pořádnou ránu a omdlí. Probudí se až za několik set tisíc let, když uplynulo mnoho dob ledových, vznikly nové řeky a evoluce vytvořila nové rostliny i zvířata. V tomto světě civilizace tak, jak ji známe, již neexistuje. Lidé se dělí na dva poddruhy – Morlocky, podzemní rasu válečníků, a Eloi, lidem velmi podobné mírumilovné zemědělce, které Morlockové loví a zastrašují je ve snech prostřednictvím svých telepatických schopností. Alexander je s tímto osudem nespokojen a rozhodne se proti němu bojovat. Postupně se dostane i do podzemního světa Morlocků až k jejich vládci. Od něj dostane odpověď na svoji otázku, kterou tolik hledal – proč nemůže změnit minulost. Protože už nyní ví, že to není možné, nechá svůj stroj zničit, čímž zároveň zničí i zlé Morlocky a zůstane ve světě Eloi.